# Evolució mineral

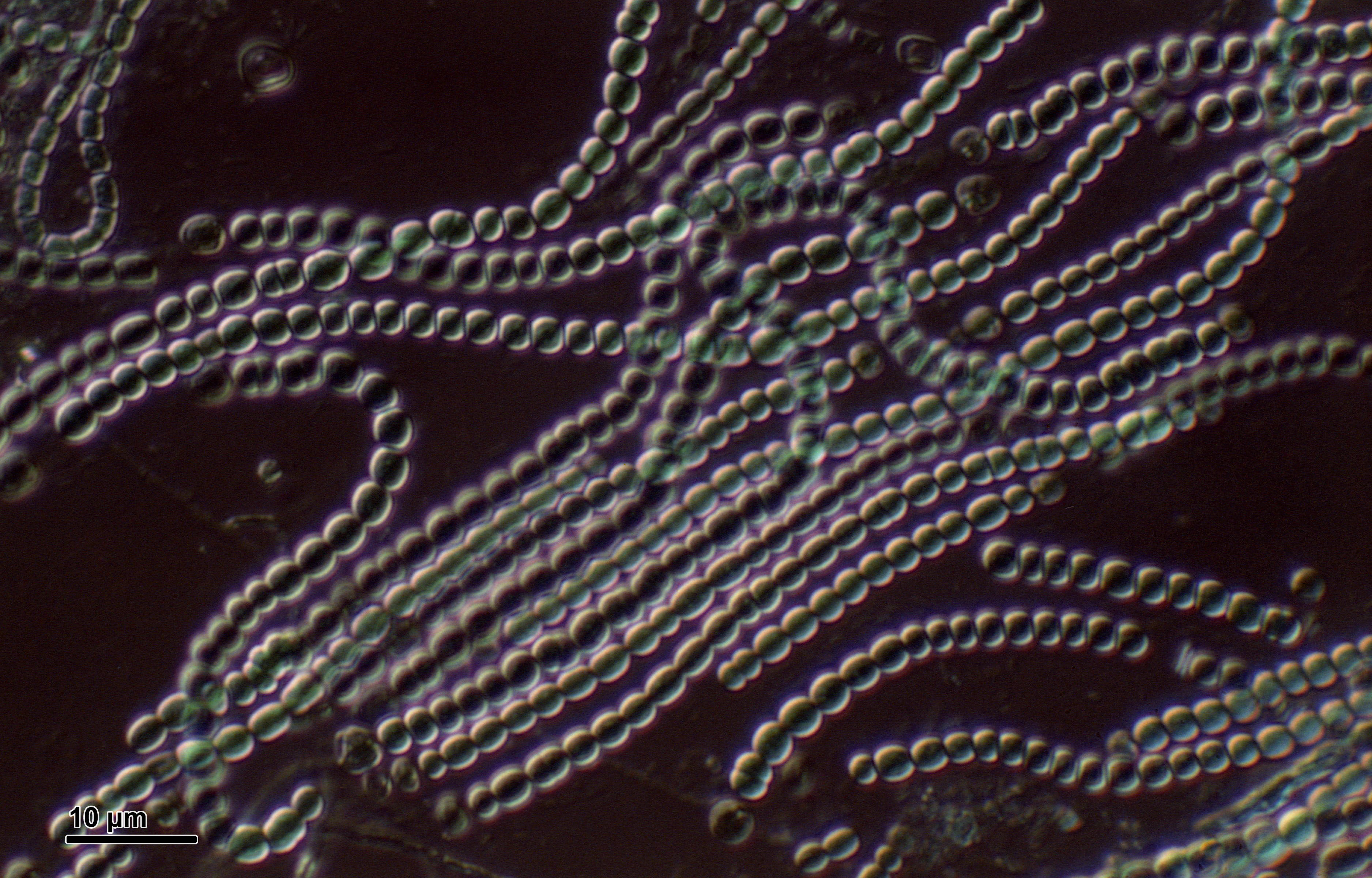
La majoria dels minerals a la Terra es van formar després de la fotosíntesi per cianobacteris (a la foto) que van començar a afegir oxigen a l'atmosfera.

L'evolució mineral és una recent hipòtesi que proporciona un context històric a la mineralogia. Postula que la mineralogia en planetes i llunes es torna cada vegada més complexa com a resultat de canvis en els entorns físic, químic i biològic. En el sistema solar, el nombre d'espècies minerals ha augmentat des d'aproximadament una dotzena fins a gairebé 6.000 com a resultat de tres processos: la separació i concentració d'elements; uns majors rangs de temperatura i de pressió, juntament amb l'acció de volàtils; i l'aparició de noves vies químiques proporcionades pels organismes vius.
A la Terra, va haver-hi tres eres en l'evolució mineral:
- Era de l'acreció planetària, amb el naixement del Sol i la formació d'asteroides i planetes, que va augmentar el nombre de minerals fins a aproximadament 250;

- Era de la reestructuració de l'escorça i del mantell, la repetició de la reestructuració de l'escorça i del mantell a través de processos com la fusió parcial i la tectònica de plaques, que va augmentar el total fins a aproximadament uns 1.500;

- Era de la mineralogia intervinguda biològicament, els canvis químics intervinguts per organismes vius, amb el major increment que es produeix després de la Gran Oxigenació, que van donar com a resultat els minerals restants, més de dos terços del total.

## Història
Durant la major part de la seva història, la mineralogia no va tenir cap component històric. S'ocupava de classificar els minerals segons les seves propietats químiques i físiques (com la fórmula química i l'estructura cristal·lina) i de fixar les condicions per a l'estabilitat d'un mineral o grup de minerals. No obstant això, va haver-hi excepcions en les publicacions que van examinar la distribució de les edats dels minerals o de les menes. El 1960, Russell Gordon Gastil va trobar alguns cicles en la distribució de les dates minerals. Charles Meyer, en trobar que els minerals d'alguns elements es distribuïen en un lapse de temps més ampli que uns altres, va atribuir aquesta diferència a l'efecte de la tectònica i de la biomassa en la superfície química, particularment de l'oxigen lliure i del carboni. El 1979, A. G. Zhabin va introduir el concepte d'etapes d'evolució mineral en la revista en llengua russa Doklady Akademii Nauk i el 1982, N. P. Yushkin va observar la creixent complexitat dels minerals en el temps prop de la superfície de la Terra. Després, el 2008, Hazen i els seus companys van introduir una visió molt més àmplia i detallada de l'evolució mineral. Això va ser seguit per una sèrie d'investigacions quantitatives de l'evolució de diversos grups minerals. I això va portar el 2015 al concepte d'ecologia mineral, l'estudi de les distribucions de minerals a l'espai i el temps.
A l'abril de 2017, el Museu d'Història Natural de Viena va inaugurar una nova exposició permanent sobre l'evolució dels minerals.

## Ús del terme «evolució»
En un article de 2008 que va introduir l'expressió «evolució mineral», Robert Hazen i els seus coautors van reconèixer que l'aplicació de la paraula «evolució» als minerals podria ser controvertida, encara que ja hi havia precedents des del llibre de 1928 The Evolution of the Igneous Rocks [L'evolució. de les roques ígnies] de Norman Bowen. Van utilitzar l'expressió en el sentit de designar una seqüència irreversible d'esdeveniments que condueixen a conjunts de minerals cada vegada més complexos i diversos. A diferència de l'evolució biològica, no implica la mutació, la competència o el pas d'informació a la progenie. Hazen et al. van explorar algunes altres analogies, inclosa la idea de l'extinció. Alguns processos de formació de minerals ja no ocorren, com els que produeixen certs minerals en condrites d'enstatita que són inestables a la Terra en el seu estat oxidat. A més, l'efecte hivernacle desbocat a Venus pogués haver portat a pèrdues permanents d'algunes espècies minerals. No obstant això, l'extinció d'aquests minerals no és veritablement irreversible, ja que un mineral perdut podria tornar a emergir si es restableixen les condicions ambientals adequades.

## Minerals presolars

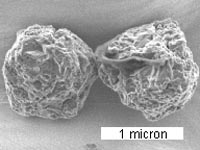
Els grans presolars ("stardust", 'pols d'estels') del meteorit Murchison proporcionen informació sobre els primers minerals

En l'Univers primerenc, no hi havia minerals perquè els únics elements disponibles eren hidrogen, heli i quantitats mínimes de liti. La formació de minerals es va fer possible després que se sintetitzessin en els estels els elements més pesats, com el carboni, l'oxigen, el silici i el nitrogen. En les atmosferes en expansió de les gegantes vermelles i de l'ejecció de les supernoves, es van formar els minerals microscòpics a temperatures superiors als 1.500 °C.
Evidències d'aquests minerals es poden trobar en els grans interestel·lars incorporats en meteorits primitius, anomenats condrites, que són essencialment roques sedimentàries còsmiques. El nombre d'espècies conegudes és d'aproximadament una dotzena, encara que s'han identificat diversos materials més, però que no han estat classificades com a minerals. A causa que el diamant té una alta temperatura de cristal·lització (al voltant de 4.400 °C), probablement va ser el primer mineral que es va formar. Va ser seguit pel grafit, alguns òxids (rútil, corindó, espinel·la, hibonita), carburs (moissanita), nitrurs (osbornita i nitrur de silici) i silicats (forsterita i perovskita (MgSiO₃)). Aquests "ur-minerals" van sembrar els núvols moleculars de les quals es va formar el sistema solar.

## Processos
Després de la formació del sistema solar, l'evolució mineral va ser impulsada per tres mecanismes principals: la separació i concentració d'elements; uns majors rangs de temperatura i pressió combinats amb l'acció química dels volàtils; i unes noves vies de reacció impulsades pels organismes vius.

### Separació i concentració

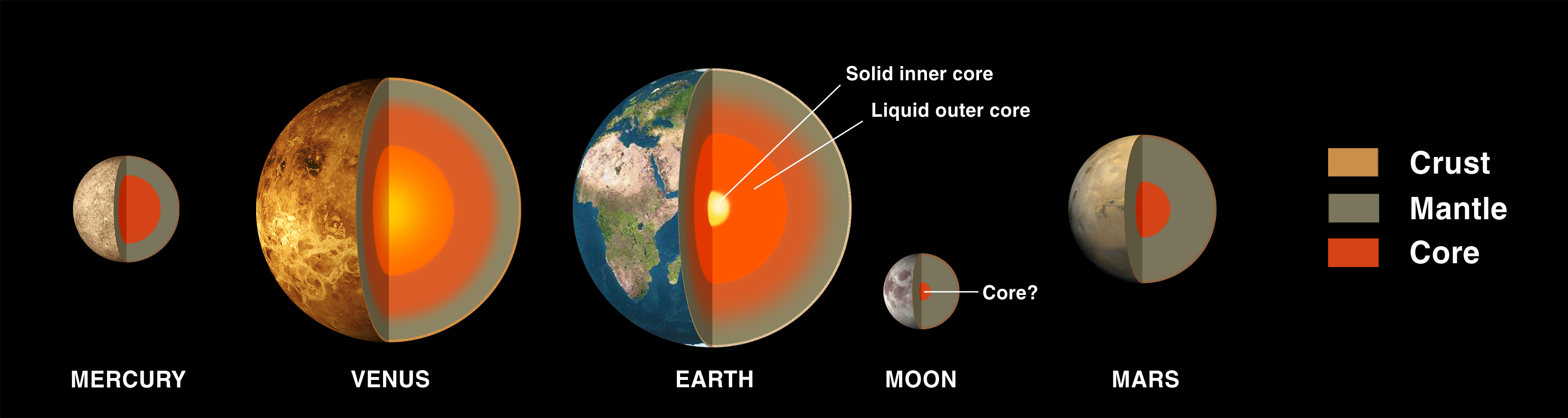
Vistes en tall d'alguns planetes terrestres, mostrant les capes

El nivell més alt en la classificació de minerals es basa en la composició química. No obstant això, els elements que defineixen molts dels grups minerals, com el bor en els borats i el fòsfor en els fosfats, al principi només estaven presents en concentracions de parts per milió o fins i tot menors. Això els va deixar poques o cap oportunitat perquè s'unissin i formessin minerals fins que van ser algunes influències externes la que els van concentrar. Els processos que van poder separar i concentrar-los elements inclouen la diferenciació planetària (per exemple, la separació en capes com el nucli i el mantell); la desgasificació; la cristal·lització fraccionada; i la fusió parcial.

### Variables intensives i volàtils

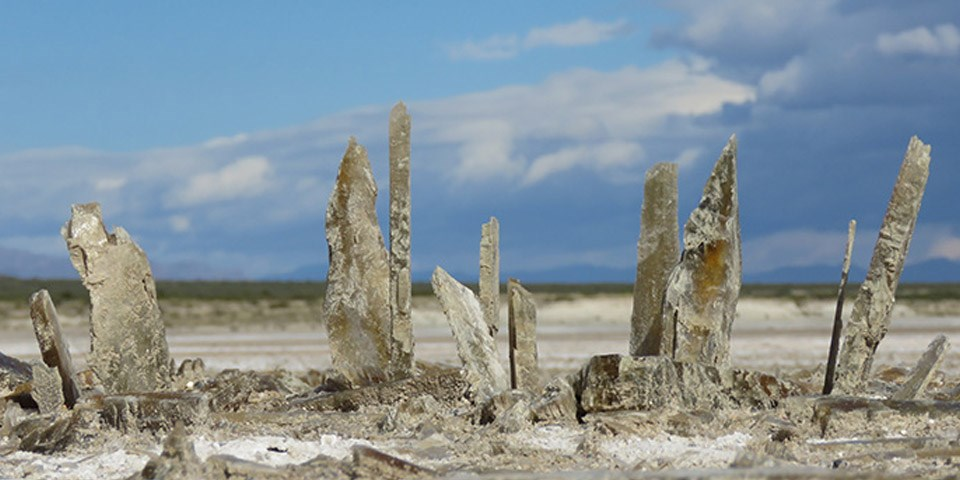
Cristalls de guix formats quan l'aigua es va evaporar en el llac Lucero, Nou Mèxic

Les combinacions permeses als elements químics per formar minerals estan determinades per la termodinàmica; perquè un element s'agregui a un cristall en una ubicació determinada, ha de reduir l'energia. A molt altes temperatures, molts elements són intercanviables en minerals com l'olivina. Quan el planeta es refreda, els minerals s'exposen a un major rang de variables intensives com la temperatura i la pressió, permetent la formació de noves fases i combinacions més especialitzades d'elements com minerals argilencs i la zeolita. Els nous minerals es formen quan els compostos volàtils, com l'aigua, el diòxid de carboni o l'O₂, hi reaccionen. Alguns entorns, com els casquets de gel, els llacs secs o les roques metamòrfiques exhumades, tenen sèries de minerals distintives.

### Influència biològica
La vida ha provocat canvis dràstics en el medi ambient. El més dramàtic va ser la Gran Oxigenació, fa uns 2.400 milions d'anys, en el qual els organismes fotosintètics van inundar l'atmosfera amb oxigen. Els organismes vius també catalitzen reaccions, creant minerals com l'aragonita que no estan en equilibri amb el seu entorn.

## Cronologia
Abans de la formació del sistema solar, hi havia al voltant de 12 minerals. L'estimació del nombre actual de minerals ha canviat ràpidament. El 2008, era de 4.300, però al novembre de 2018 hi havia 5.413 espècies minerals oficialment reconegudes per l'Associació Mineralògica Internacional.
En la seva cronologia per a la Terra, Hazen et al. (2008) van separar els canvis en l'abundància de minerals en tres intervals amplis: l'acreció planetària, de fins a 4,55 Ga (fa mil milions d'anys); la reelaboració de l'escorça terrestre i del mantell, entre 4,55 Ga i 2,5 Ga; i les influències biològiques, després de 2,5 Ga. També van dividir les edats en 10 intervals, alguns dels quals se superposen. A més, algunes de les dates són incertes; per exemple, les estimacions de l'aparició de les plaques tectòniques modernes varien des dels 4,5 Ga a 1,0 Ga.
| Era/estadi                                                             | Edat (Ga, mil milions d'anys) | n.º acumulatiu d'espècies |
| ---------------------------------------------------------------------- | ----------------------------- | ------------------------- |
| Prenebular "Ur-minerals"                                               | >4,6                          | 12                        |
| Era de l'acreció planetària (>4.55 Ga)                                 |                               |                           |
| 1. El sol s'encén, escalfant la nebulosa                               | >4,56                         | 60                        |
| 2. Forma planetesimals                                                 | >4,56–4,55                    | 250                       |
| Era de l'escorça i la reestructuració del mantell (4,55–2,5 Ga)        |                               |                           |
| 3. Evolució de la roca ígnia                                           | 4,55–4,0                      | 350–420                   |
| 4. Formació de granitoide i pegmatita                                  | 4,0–3,5                       | 1.000                     |
| 5. Tectònica de plaques                                                | >3,0                          | 1.500                     |
| Era de la mineralogia intervinguda biològicament (2,5 Ga – actualitat) |                               |                           |
| 6. Món biològic anòxic                                                 | 3,9–2,5                       | 1.500                     |
| 7. Gran esdeveniment d'oxidació                                        | 2,5–1,9                       | >4.000                    |
| 8. Oceà intermedi                                                      | 1,85–0,85:181                 | >4.000                    |
| 9. Esdeveniments mons boles de neu                                     | 0,85–0,542                    | >4.000                    |
| 10. Era fanerozoica de la biomineralització                            | <0,542                        | >5.413                    |

### Acreció planetària

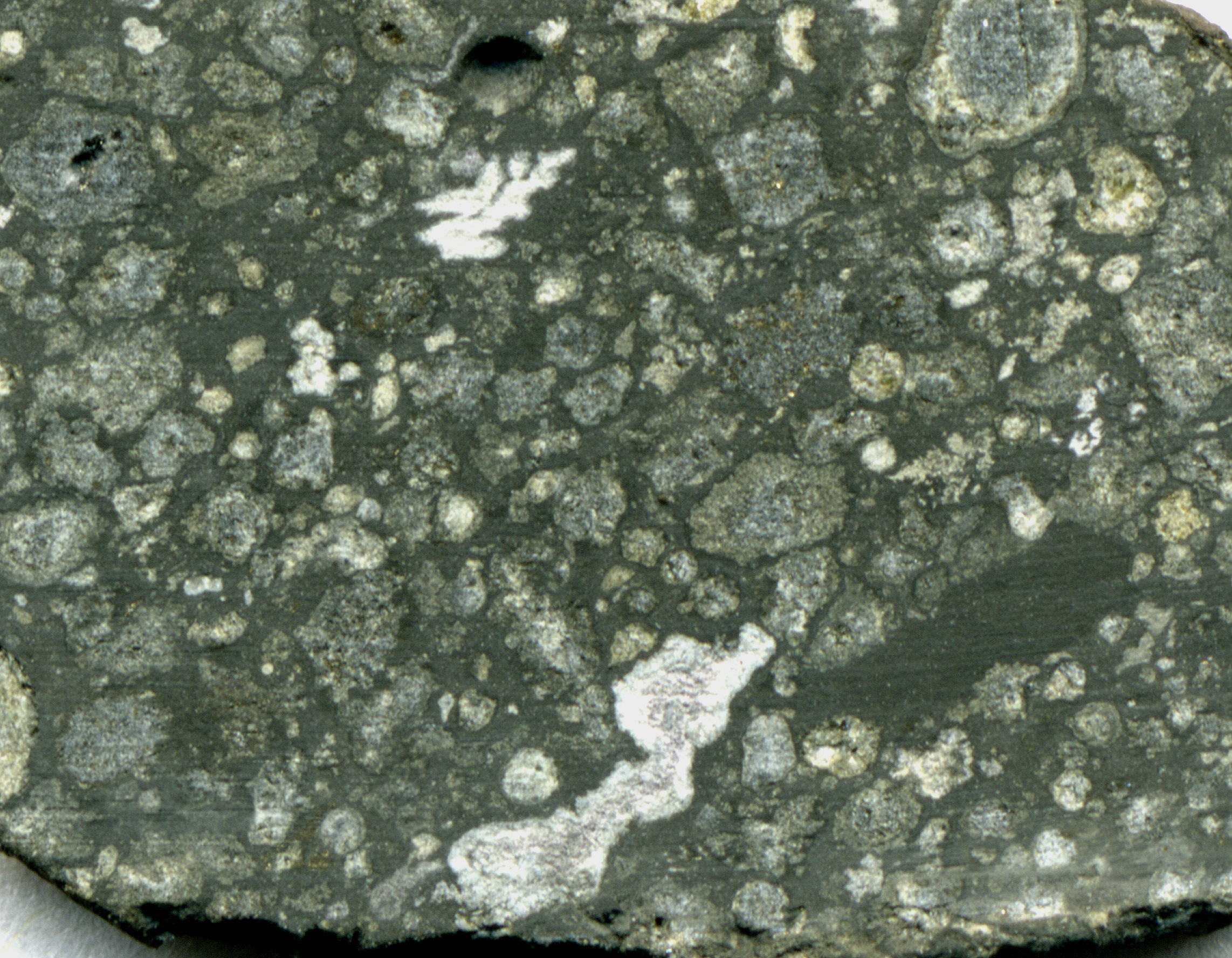
Secció transversal d'una condrita que conté condrículs rodons d'olivina i CAIs blancs irregulars

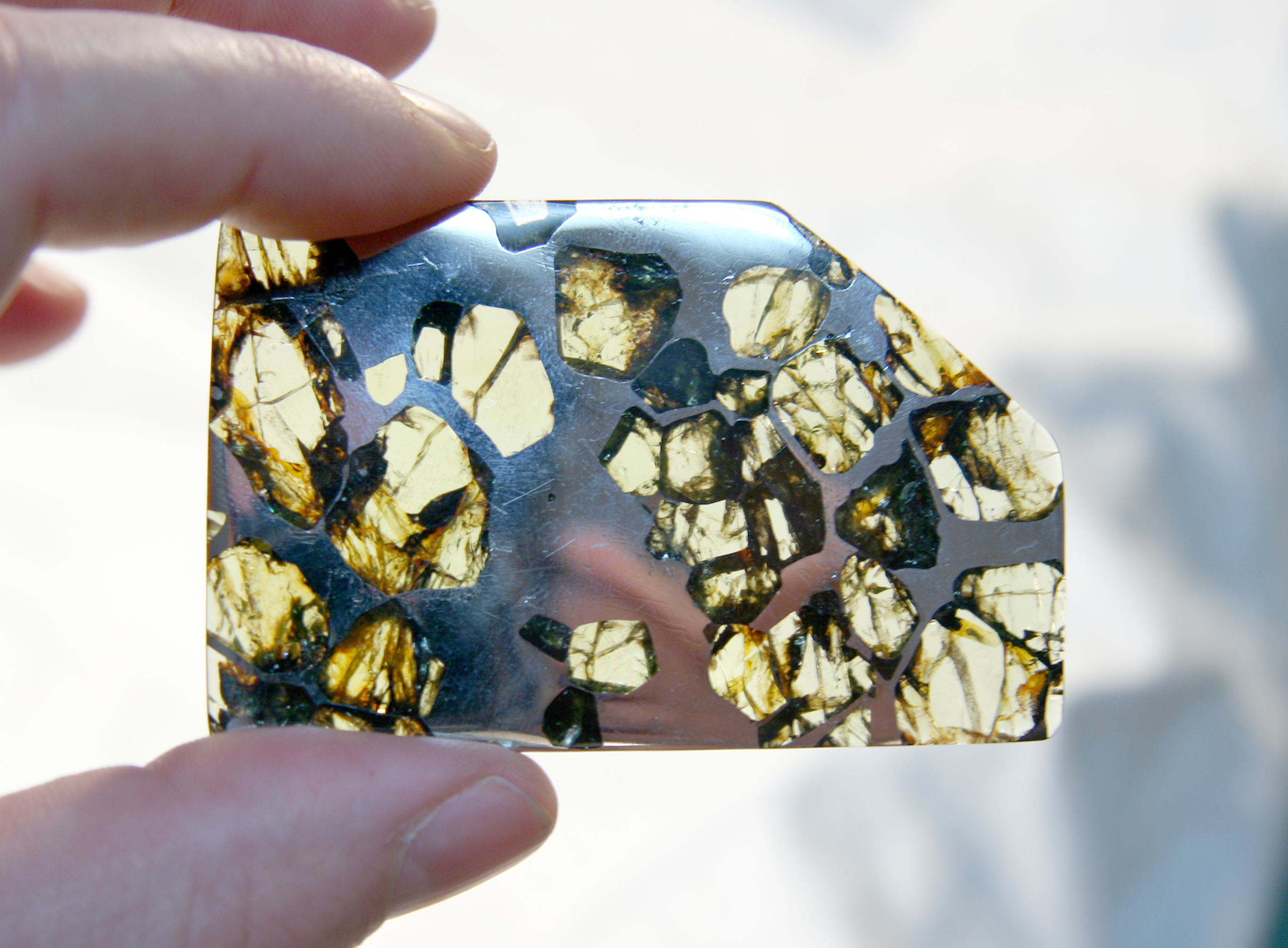
Mostra d'una pal·lasita amb cristalls d'olivina en una matriu de ferro-níquel

En la primera era, el Sol es va encendre, escalfant el núvol molecular circumdant. Es van produir 60 nous minerals i es van conservar com a inclusions en condrites. L'acreció de pols en asteroides i planetes, bombardeigs, escalfament i reaccions amb aigua va elevar el nombre fins als 250.

#### Etapa 1: el Sol s'encén
Abans de 4,56 Ga, la nebulosa presolar era un dens núvol molecular que consistia en gas d'hidrogen i d'heli amb grans de pols dispersos. Quan el Sol es va encendre i va entrar en la seva fase T-Tauri, va fondre els grans de pols propers.
Algunes de les gotetes foses es van incorporar a les condrites com a petits objectes esfèrics denominats còndrules. Gairebé totes les condrites també contenen inclusions riques en calci-alumini (CAIs, de l'anglès, calcium–aluminium-rich inclusion), els primers materials formats en el sistema solar. A partir de l'examen de les condritas d'aquesta era, es poden identificar 60 nous minerals amb estructures cristal·lines de tots els sistemes cristal·lins. Aquests nous minerals comprenen les primeres aliatges de ferro i níquel, els sulfurs, els fosfurs i diversos silicats i òxids. Entre els més importants es troben els rics en magnesi, olivina, el piroxè i la plagioclasa. Alguns minerals rars, produïts en ambients pobres en oxigen que ja no es troben a la Terra, es poden trobar en les condritas enstatitas.

#### Etapa 2: forma planetesimal
Poc després els nous minerals formats en l'Etapa 1, van començar a agrupar-se, formant asteroides i planetes. Un dels nous minerals més importants va ser el gel; el sistema solar primitiu tenia una «línia de neu» que separava els planetes rocosos i asteroides dels gegants gasosos rics en gel, asteroides i cometes. L'escalfament dels radionúclids va fondre el gel i l'aigua va reaccionar amb les roques riques en olivina, formant filosilicats, òxids com la magnetita, sulfurs com la pirrotita, els carbonats de dolomita i calcita, i sulfats com el guix. El xoc i la calor del bombardeig i la fusió final van generar minerals com la ringwoodita, un component important del mantell de la Terra.
Finalment, els asteroides es van escalfar prou com perquè es produís la fusió parcial, produint masses foses riques en piroxè i plagioclasa (capaços de produir basalt) i una varietat de fosfats. Els elements sideròfils (amants dels metalls) i els litòfils (amants dels silicats) es van separar, la qual cosa va portar a la formació d'un nucli i d'una escorça, i els elements incompatibles van quedar segrestats en les masses foses. Els minerals resultants s'han conservat en un tipus de meteorit petri, eucrita (quars, feldespat de potassi, titanita i circonita) i en meteorits de ferro i níquel (aliatges de ferro i níquel com la kamacita i la taenita; sulfurs de metalls de transició com la troilita; carburs i fosfurs). S'estima que es van formar 250 nous minerals en aquesta etapa.

### Refusió i barreja de l'escorça i del mantell

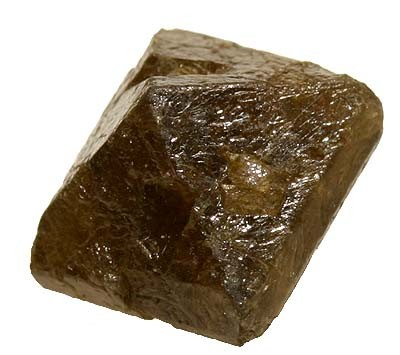
Un cristall de zircó

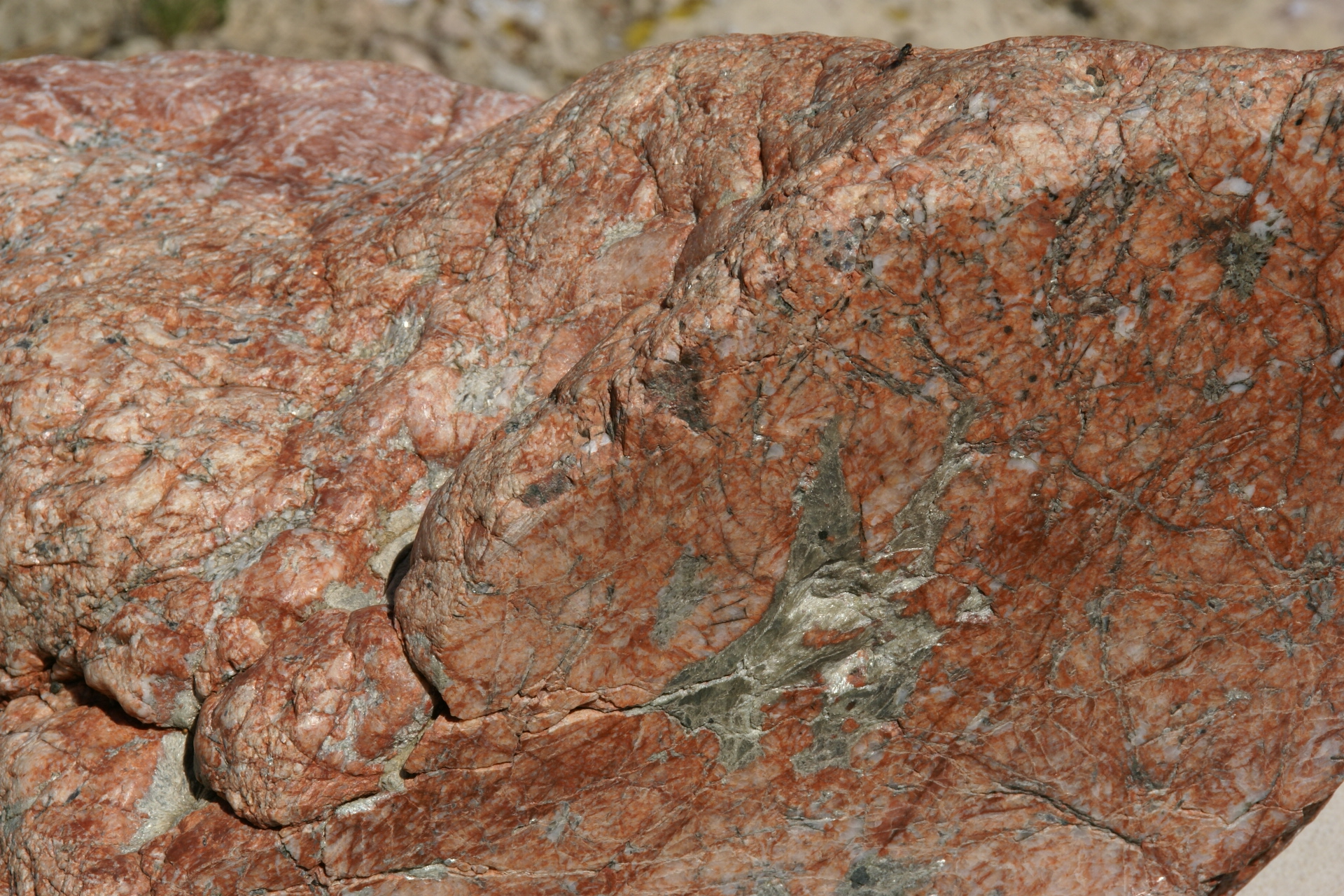
Mostra de pegmatita del Gran Canyó

Esquema d'una zona de subducció

La segona era en la història de l'evolució mineral va començar amb l'impacte massiu que va formar la Lluna. Això va fondre la major part de l'escorça i del mantell. La mineralogia primerenca va ser determinada per la cristal·lització de la roques ígnies i els bombardeigs addicionals. Aquesta fase va ser reemplaçada per un ampli reciclatge de l'escorça i mantell, de manera que al final d'aquesta era hi havia al voltant de 1500 espècies minerals. No obstant això, poques de les roques d'aquest període van sobreviure, per la qual cosa la cronologia de molts esdeveniments segueix sent incerta.

#### Etapa 3: processos ignis
L'Etapa 3 va començar amb una escorça feta de roques màfiques (altes en ferro i magnesi) i ultramàfiques, com el basalt. Aquestes roques van ser reciclades repetidament per fusió fraccionada, cristal·lització fraccionada i separació de magmes que es negaven a barrejar-se. Un exemple d'aquest procés és la sèrie de reaccions de Bowen.
Una de les poques fonts d'informació directa sobre la mineralogia en aquesta etapa són les inclusions minerals en els cristalls de zirconi, que es remunten a fa 4,4 Ga. Entre els minerals en les inclusions es troben el quars, la moscovita, la biotita, el feldespat de potassi, l'albita, la clorita i la hornblenda.
En un cos pobre en volàtils, com el planeta Mercuri o la Lluna, els processos anteriors van donar lloc a unes 350 espècies minerals. Si en aquests cossos estiguessin presents l'aigua i uns altres volàtils, el total augmentaria. La Terra era rica en volàtils, amb una atmosfera composta de N₂, CO₂ i aigua, i amb un oceà que es va fer cada vegada més salí. El vulcanisme, la desgasificació i la hidratació van donar lloc a hidròxids, hidrats, carbonats i evaporites. Per a la Terra, on aquesta etapa coincideix amb l'Eó Hadeà, el nombre total de minerals que es produeixen àmpliament s'estima en 420, amb més de 100 que eren rars.Mart probablement va aconseguir aquesta etapa d'evolució mineral.

#### Etapa 4: granitoides i formació de pegmatita
Amb un escalfament suficient, el basalt es va tornar a fondre per formar granitoides, roques de gra gruixut similars al granit. Els cicles de fusió van concentrar elements rars com el liti, el beril·li, el bor, el niobi, el tàntal i l'urani fins al punt en què van poder formar fins a 500 nous minerals. Molts d'aquests es van concentrar en roques d'excepcional gra gruixut anomenades pegmatites, que es troben generalment en dics i venes prop de masses ígnies més grans. Venus va poder haver aconseguit aquest nivell d'evolució.

#### Etapa 5: tectònica de plaques
Amb l'inici de la tectònica de plaques, la subducció va portar l'escorça i l'aigua cap avall, la qual cosa va portar a interaccions fluid-roca i a més concentració d'elements rars. En particular, es van formar dipòsits de sulfur amb 150 nous minerals de sulfosal. La subducció també va portar la roca més freda al mantell i la va exposar a pressions més altes, la qual cosa va donar lloc a noves fases que després es van elevar i es van exposar com minerals metamòrfics com la cianita i la sil·limanita.

### Mineralogia intervinguda biològicament

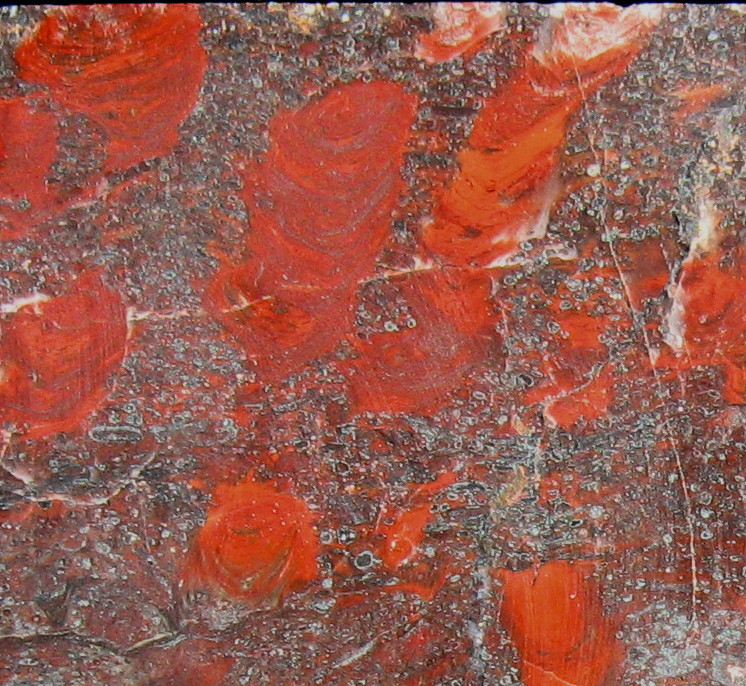
Fòssil d'estromatòlit en la secció d'una formació de ferro en bandes de 2,1 Ga

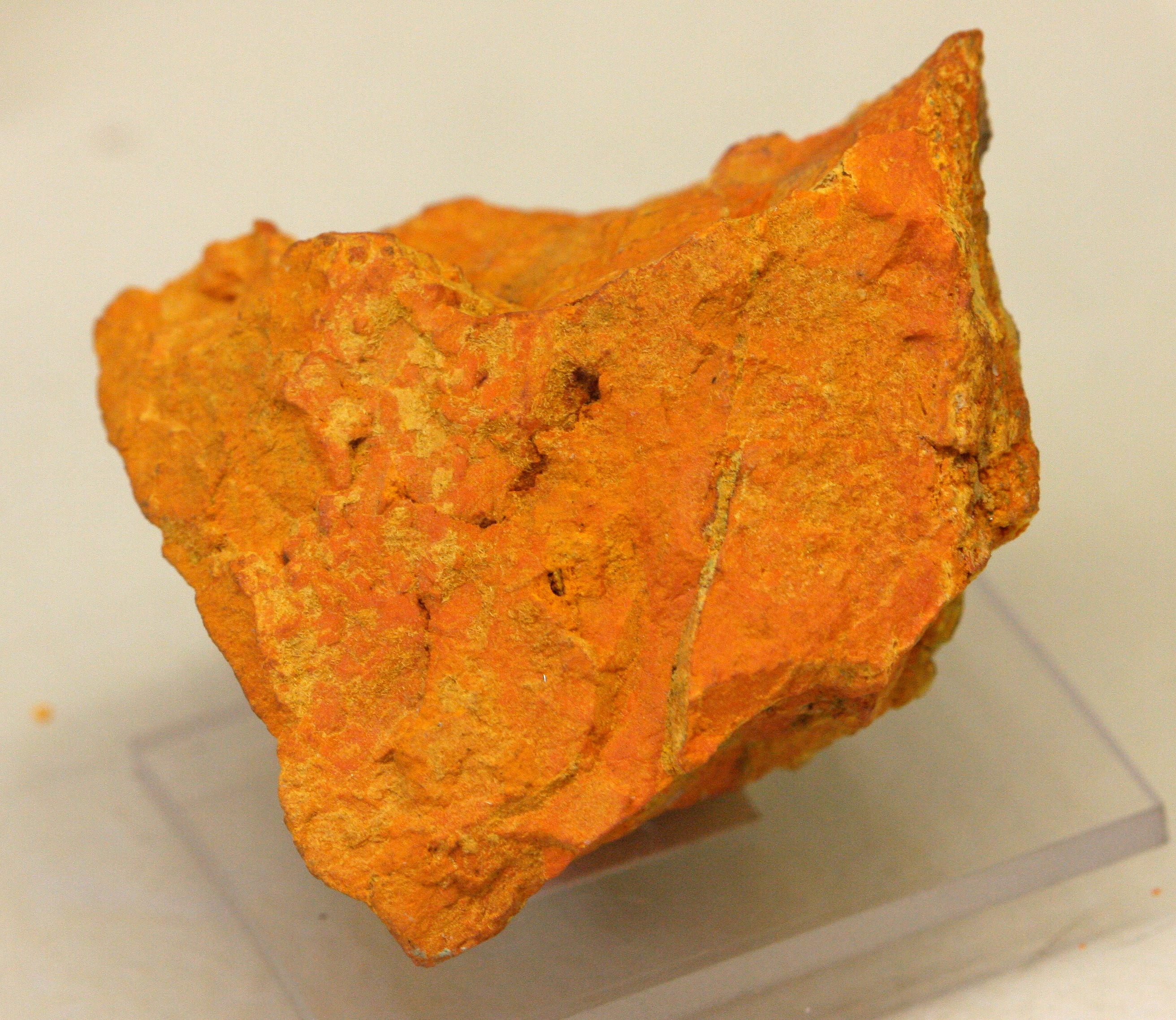
Curita, un mineral d'òxid d'urani i de plom

Els processos inorgànics descrits en la secció anterior van produir al voltant de 1.500 espècies minerals. Els minerals de la Terra restants, més de dos terços, són el resultat de la transformació de la Terra per part dels organismes vius. La major aportació va ser l'enorme augment en el contingut d'oxigen de l'atmosfera, començant amb la Gran Oxigenació. Els organismes també van començar a produir esquelets i altres formes de biomineralització. Minerals com la calcita, els òxids metàl·lics i molts minerals argilencs podrien considerar-se biosignatures, juntament amb gemmes com la turquesa, l'atzurita i la malaquita.:177

#### Etapa 6: biologia en un món anòxic
Abans d'aproximadament 2,45 Ga, hi havia molt poc oxigen en l'atmosfera. La vida pot haver tingut un paper en la precipitació de capes massives de carbonat prop dels marges continentals i en la deposició de formacions de ferro en bandes, però no hi ha evidències inequívoques de l'efecte de la vida sobre els minerals.

#### Etapa 7: Gran Oxigenació
Començant al voltant de fa 2.45 Ga i continuant fins a aproximadament 2.0 o 1.9 Ga, va haver-hi un augment dràstic en el contingut d'oxigen de l'atmosfera inferior, els continents i els oceans, anomenat la Gran Oxigenació (Great Oxidation Event, o GOE). Abans del GOE, els elements que podien estar en múltiples estats d'oxidació estaven restringits a l'estat més baix, i això limitava la varietat de minerals que podien formar. En els sediments més antics, es troben comunament els minerals siderita (FeCO₃), uraninita (UO₂) i pirita (FES₂). Aquests s'oxiden ràpidament quan s'exposen a una atmosfera amb oxigen, però això no va ocórrer fins i tot després d'estar exposats a la intempèrie i d'un transport extens.
Quan la concentració de molècules d'oxigen en l'atmosfera va aconseguir el 1% del nivell actual, les reaccions químiques durant la intempèrie van ser molt semblades a les actuals. La siderita i la pirita van ser reemplaçades pels òxids de ferro magnetita i hematita; Els ions dissolts de Fe2+ que s'havien portat fora del mar ara es dipositaven en extenses formacions de ferro en bandes. No obstant això, això no va donar lloc a nous minerals de ferro, solament a un canvi en la seva abundància. Per contra, l'oxidació d'uraninita va donar com a resultat més de 200 noves espècies de minerals d'uranil, com soddyita i weeksita, així com a complexos minerals com la gummita.
Altres elements que tenen múltiples estats d'oxidació són el coure (que apareix en 321 òxids i silicats), el bor, el vanadi, el magnesi, el seleni, el tel·lur, l'arsènic, l'antimoni, el bismut, la plata i el mercuri. En total, es van formar al voltant de 2.500 nous minerals.

#### Etapa 8: oceà intermedi
Els aproximadament mil milions d'anys següents (1,85–0,85 Ga) es coneixen sovint com el Boring Billion (el bilió avorrit) perquè sembla que poc va succeir. La capa més oxidada d'aigua de l'oceà propera a la superfície es va aprofundir lentament a costa de les profunditats anòxiques, però no va semblar haver-hi cap canvi dràstic en el clima, la biologia o la mineralogia. No obstant això, part d'aquesta percepció pot deure's a la mala conservació de les roques d'aquest lapse de temps. Moltes de les reserves més valuoses del món de plom, zinc i plata es troben en les roques d'aquesta època, així com riques fonts de minerals de beril·li, bor i urani.:181 Aquest interval també va veure la formació del supercontinent Colúmbia, la seva ruptura i la formació de Rodínia.:195 En alguns estudis quantitatius dels minerals de beril·li, bor i mercuri, no hi ha nous minerals durant el Gran Esdeveniment d'Oxidació, sinó un impuls d'innovació durant la formació de Colúmbia. Les raons per a això no estan clares, encara que pot haver tingut alguna cosa que veure amb l'alliberament de fluids mineralitzants durant la formació de muntanyes.:202-204

#### Etapa 9: Terra bola de neu
Entre 1,0 i 0,542 Ga, la Terra va experimentar almenys dos esdeveniments «Terra bola de neu» (Snowball Earth) en els quals gran part (possiblement tota) de la superfície estava coberta per gel (el que la converteix en el mineral de superfície dominant). Associats amb el gel es trobaven carbonats del casquet, capes gruixudes de pedra calcària o dolomia, amb ventalls d'aragonita. També es van produir abundants minerals argilencs, i els volcans van aconseguir perforar el gel i agregar-se a l'estoc de minerals.

#### Etapa 10: era del fanerozoic i la biomineralització

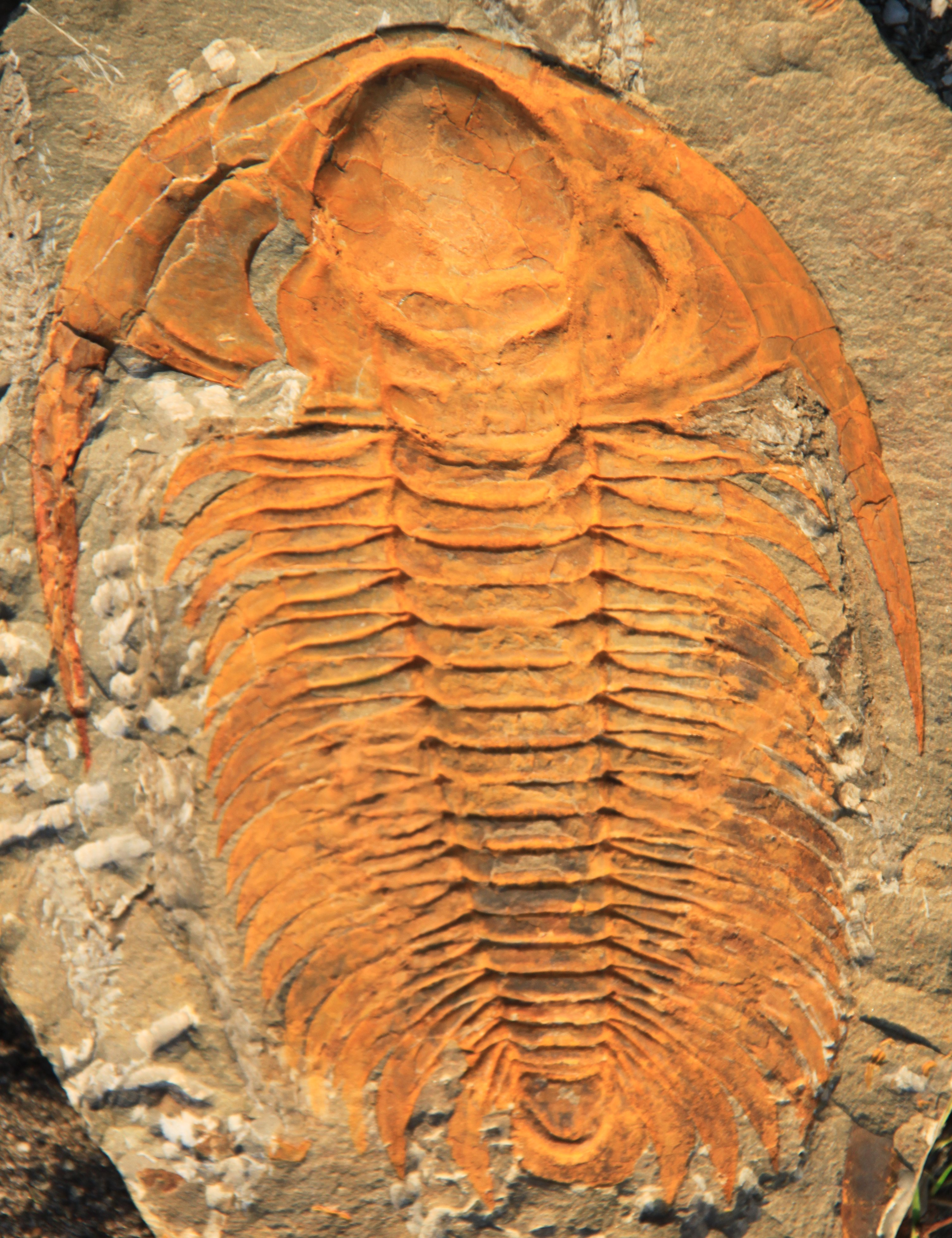
Fòssil de trilobits del Cambrià superior

L'última etapa coincideix amb l'era Fanerozoica, en la qual es va generalitzar la biomineralització, la creació de minerals per part dels organismes vius. Encara que alguns biominerals es poden trobar en registres anteriors, va ser durant l'explosió del Cambrià quan es van desenvolupar la majoria de les formes esquelètiques conegudes, i els principals minerals esquelètics (calcita, aragonita, apatita i òpal). La majoria d'aquests són carbonats, però alguns són fosfats o calcita. En total, s'han identificat més de 64 fases minerals en organismes vius, inclosos sulfurs metàl·lics, òxids, hidròxids i silicats; s'han trobat més de dues dotzenes en el cos humà.
Abans del Fanerozoic, la terra era majorment roca estèril, però les plantes van començar a poblar-la en el període Silurià. Això va conduir a un augment d'ordre de magnitud en la producció de minerals d'argila. En els oceans, el plàncton transportava el carbonat de calci des de les aigües poc profundes fins a les profunditats de l'oceà, inhibint la producció de carbonats de la capa superior i fent que els futurs esdeveniments de la Terra en forma de bola de neu anessin menys probables. Els microbis també es van involucrar en els cicles geoquímics de la majoria dels elements, fent-los d'ells cicles biogeoquímics. Les novetats mineralògiques incloïen minerals orgànics que s'han trobat en restes de vida rics en carboni, com el carbó i les lutites negres.

### Antropocè

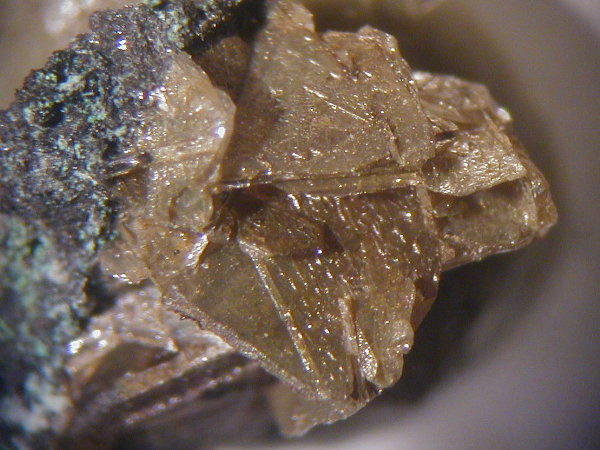
El mineral abhurita es forma quan els artefactes d'estany es corroeixen en l'aigua de mar, i es troba prop d'alguns naufragis.

Estrictament parlant, els minerals purament biogènics no estan reconeguts per l'Associació Mineralògica Internacional (IMA) tret que també estiguin involucrats en processos geològics. No s'accepten productes purament biològics, com les petxines d'organismes marins. També s'exclouen explícitament els compostos antropogènics. No obstant això, els humans han tingut un impacte tan gran en la superfície del planeta que els geòlegs estan considerant la introducció d'una nova època geològica, l'Antropocè, per reflectir aquests canvis.
El 2015, Zalasiewicz i els seus coautors van proposar que la definició de minerals s'ampliés per incloure als minerals humans i que la seva producció constituís una 11a. etapa de l'evolució mineral. Posteriorment, Hazen i els seus coautors van catalogar 208 minerals que estan oficialment reconeguts per la IMA però que són principalment, o exclusivament, el resultat de les activitats humanes. La majoria d'aquests s'han format en associació amb la mineria. A més, alguns es van crear quan els objectes metàl·lics es van enfonsar i van interactuar amb el fons marí. És probable que alguns no es reconeguin oficialment ara, però que se'ls permeti romandre al catàleg; aquests inclouen dos que poden haver estat un engany (niobocarbid i tantalcarbid).
Hazen i els seus coautors van identificar tres formes en què els humans han tingut un gran impacte sobre la distribució i diversitat dels minerals. La primera és a través de la fabricació. Una llarga llista de cristalls sintètics tenen equivalents minerals, incloses les gemmes sintètiques, les ceràmiques, maons, ciment i bateries. Molts més no tenen equivalents minerals; més de 180.000 compostos cristal·lins inorgànics estan llistats en la Inorganic Crystal Structure Database [Base de dades d'Estructura cristal·lina inorgànica]. Per a la mineria o la construcció d'infraestructura, els humans han redistribuït roques, sediments i minerals en una escala que rivalitza amb la glaciació, i els minerals valuosos s'han redistribuït i juxtaposat en formes que no ocorrerien naturalment.

## Origen de la vida
Més de dos terços de les espècies minerals deuen la seva existència a la vida, però la vida també pot la seva existència als minerals. Poden haver estat necessaris com a plantilles per reunir molècules orgàniques; com catalitzadors per a les reaccions químiques; i com metabòlits. Dues teories prominents per a l'origen de la vida involucren a les argiles i als sulfurs de metalls de transició. Una altra teoria sosté que els minerals de calci-borat com la colemanita i el borat, i possiblement també el molibdat, poden haver estat necessaris per a la formació del primer àcid ribonucleic (ARN). Altres teories requereixen minerals menys comuns, com mackinawita o greigita. Un catàleg dels minerals que es van formar durant l'Eó Hadeà inclou minerals argilencs i sulfurs de ferro i níquel, incloent la mackinawita i greigita; però els borats i molibdats eren improbables.
Els minerals també poden haver estat necessaris per a la supervivència de la vida primerenca. Per exemple, el quars és més transparent que altres minerals en el gres. Abans que la vida desenvolupés pigments per protegir-se dels nocius raigs ultraviolats, una capa prima de quars podria protegir-la i permetre que passés suficient llum per realitzar la fotosíntesi. Els minerals de fosfat també poden haver estat importants per a la vida primerenca. El fòsfor és un dels elements essencials en molècules com el trifosfat d'adenosina (ATP), un portador d'energia que es troba en totes les cèl·lules vives, ARN i ADN, i membranes cel·lulars. La major part del fòsfor de la Terra està en el nucli i el mantell. El mecanisme més probable per posar-ho a la disposició de la vida seria la creació de fosfats com l'apatita a través del fraccionament, seguit de la intempèrie per alliberar el fòsfor. Això pogués haver requerit de la tectònica de plaques.

## Més investigacions

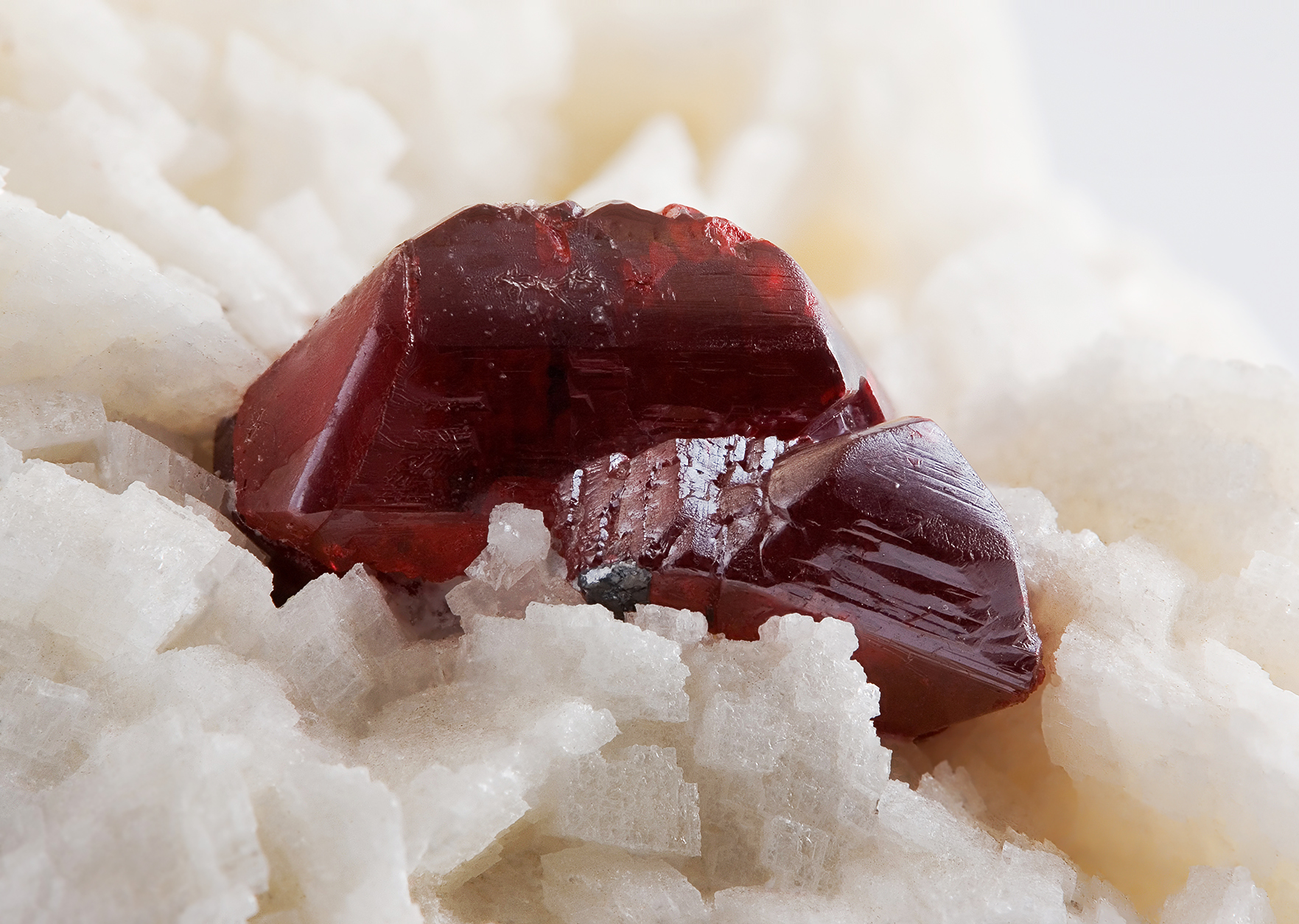
Cinabri (vermell) sobre dolomita

Des de l'article original sobre l'evolució dels minerals, s'han realitzat diversos estudis de minerals d'elements específics, inclosos l'urani, el tori, el mercuri, el carboni, el beril·li i minerals argilencs. Aquests revelen informació sobre diferents processos; per exemple, l'urani i el tori són productors de calor, mentre que l'urani i el carboni indiquen l'estat d'oxidació. Els registres revelen esclats episòdics de nous minerals com els que es produeixen durant els milers de milions avorrits, així com llargs períodes en els quals no van aparèixer nous minerals. Per exemple, després d'un salt en la diversitat durant la formació del supercontinent Colúmbia, no va haver-hi nous minerals de mercuri entre 1,8 Ga i 600 milions d'anys enrere. Aquest hiat notablement llarg s'atribueix a un oceà ric en sulfur, que va portar a la ràpida deposició del mineral cinabri.:204
La majoria dels articles sobre evolució mineral han analitzat la primera aparició de minerals, però també es pot observar la distribució per edats d'un mineral donat. S'han datat milions de cristalls de zircó, i les distribucions per edat són gairebé independents d'on es troben els cristalls (per exemple, roques ígnies, roques sedimentàries o metasedimentàries o modernes sorres de rius). Tenen altes i baixes que estan vinculades amb el cicle del supercontinent, encara que no és clar si això es deu a canvis en l'activitat de subducció o preservació.
Altres estudis han analitzat les variacions en el temps de les propietats minerals com els ràtios dels isòtops, les composicions químiques i les abundàncies relatives de minerals, encara que no estan sota la rúbrica de «evolució mineral».